# Wacława Ada Obłękowska
Wacława Ada Obłękowska ps. „Hela” (ur. 15 listopada 1920 w Radoniach, zm. 20 marca 2015) – polska nauczycielka, pedagog, działaczka społeczna oraz honorowa obywatelka Grodziska Mazowieckiego. Została odznaczona Krzyżem Kawalerskim Orderu Odrodzenia Polski.

## Życiorys
Urodziła się 15 listopada 1920 roku, we wsi Radonie niedaleko miasta Grodzisk Mazowiecki. 
W czasach okupacji hitlerowskiej była działaczką Polskiego Czerwonego Krzyża, W późniejszych latach wstąpiła w szeregi Armii Krajowej, gdzie otrzymała przydomek „Hela”. W latach 1942–1945 prowadziła tajne nauczanie w szkole we wsi Stare. Po wojnie ukończyła Państwowy Kurs Nauczycielski, zatrudniona w Inspektoracie Oświaty, następnie rozpoczęła pracę w Szkole Podstawowej nr 2 w Grodzisku Mazowieckim, jako nauczycielka. Po ukończeniu Uniwersytetu Warszawskiego rozpoczęła pracę w Liceum Pedagogicznym w Grodzisku Mazowieckim, gdzie wykładała między innymi psychologię, pedagogikę oraz metodykę nauczania. W 1964 roku rozpoczęła pracę w grodziskim Studium Nauczycielskim, gdzie zorganizowała praktyki studenckie. W późniejszych latach była Instruktorem Metodyki Nauczania Początkowego w grodziskim Wydziale Oświaty. 
W latach 80 XX wieku została radną Miejskiej Rady Narodowej, gdzie przewodniczyła Komisji Oświaty i Wychowania. Z jej inicjatywy dokonano gazyfikacji grodziskich ulic Montwiłła, Waryńskiego, Kłopot, Zaścianek oraz innych. Była też inicjatorką przebudowy targowiska miejskiego czy budowy pomnika upamiętniającego nauczycieli, którzy zginęli podczas okupacji hitlerowskiej (pomnik znajduje się na rogu ulic Kościuszki i Zondka w Grodzisku Mazowieckim).
Otrzymała tytuł honorowego obywatela miasta Grodzisk Mazowiecki, oraz została odznaczona Krzyżem Kawalerskim Orderu Odrodzenia Polski.
Zmarła 20 marca 2015 roku, jej pogrzeb odbył się dnia 26 marca 2015 roku, w Kościele św. Anny w Grodzisku Mazowieckim, została pochowana na grodziskim cmentarzu parafialnym.

## Upamiętnienie
Wybudowane w 2015 roku rondo będące zbiegiem ulic Emilii Plater oraz Radońskiej w Grodzisku Mazowieckim, otrzymało nazwę „Rondo Wacławy Ady Obłękowskiej”.